# Gruyère
Denna artikel handlar om osten Gruyère, för andra betydelser, se Gruyère (olika betydelser).

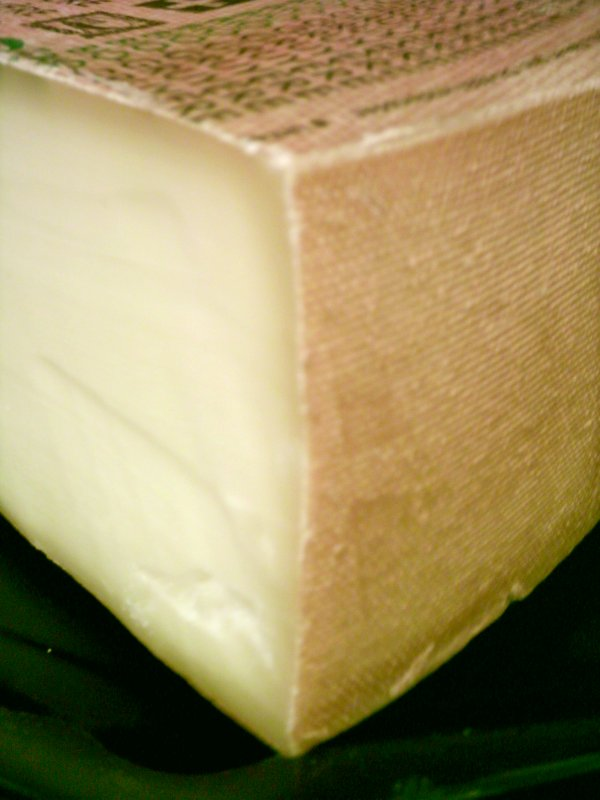
Schweizisk Gruyère med tät textur.

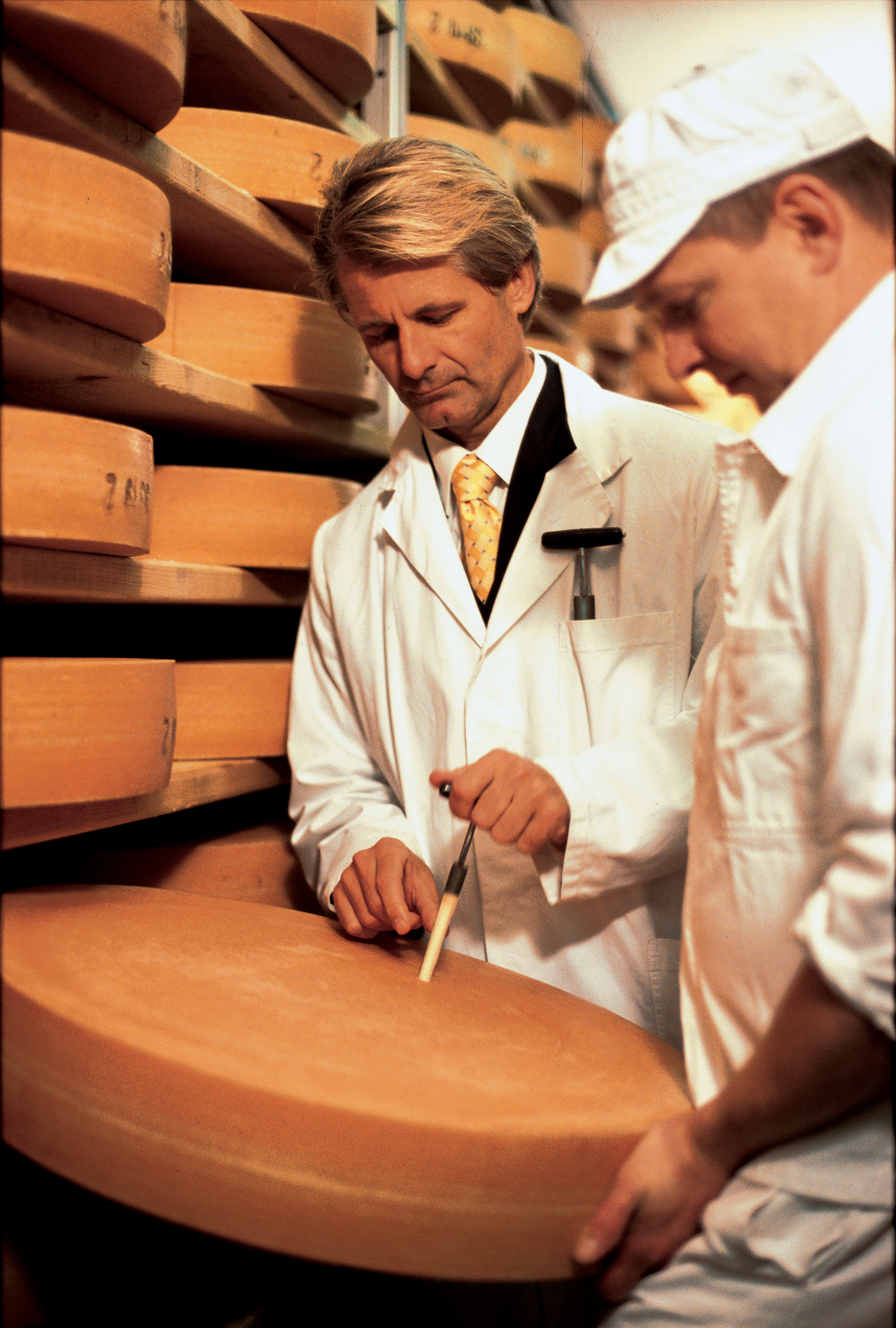
Provtagning under lagringen

Gruyère är en hårdost liknande Emmentaler, med förhållandevis kraftig smak, som tillverkas i Schweiz och Frankrike. Namnet kommer ursprungligen från regionen Gruyère som ligger i kantonen Fribourg i Schweiz. Gruyère tillverkas av opastöriserad mjölk och har tät eller finpipig textur.

## Schweizisk Gruyère
Det huvudsakliga produktionsområdet är Romandiet utom Valais och Genève och avståndet mellan ysteri och mjölkproducent är högst 20 km. Mjölken, som är opastöriserad och högst 18 timmar gammal, kommer från kor som utfodrats med gräs, hö och fastlagda tilläggsfoder, men inte ensilage. Beteckningen Gruyère är skyddad.

### Ystning och egenskaper
Mjölken tempereras till 31°C, varefter löpe tillsätts. Ostmassan bryts och värms till minst 54°C. Efter pressning och saltning lagras osten minst 5 månader på granträ i fuktiga källare där den regelbundet vänds och tvättas med saltlag. Den färdiga produkten har tät textur eller små runda pipor (diameter cirka 5 mm), fetthalt om minst 49+ och vikt mellan 25 och 40 kg. Diametern är cirka 60 cm. Förutom sälta skall osten ha "fruktsmaker" (les goûts fruités) som uppstår genom kombinationen av mjölksyrejäsning och ytbehandling. Prima vara märks Gruyère AOP eller Gruyère Switzerland AOP.

#### Gruyère d'Alpage
När djuren tillbringar sommaren på en fäbodvall (fr. alpage) gäller särskilda bestämmelser, bland annat får ostarna vara något mindre. Produkten märks Gruyère d'Alpage AOP.

### Produktionsdata, kontroll och marknadsföring
År 2013 producerades 29 437 ton Gruyère AOP, därav ca 500 ton Gruyère d'Alpage. Störst tillverkning har kantonerna Fribourg, Vaud och Neuchâtel och totalt finns 223 ysterier. Under tiden 2004 till 2013 ökade produktionen med 10%. Halva produktionsmängden säljs i Schweiz, de största exportmarknaderna är Tyskland och USA med drygt 3 000 ton vardera 

#### Bedömning
4,5 månader efter ystningen bedömer en kommission fyra egenskaper:
- hålbild,
- ostmassans konsistens, struktur och färg,
- lukt och smak,
- yttre utseende och lagerbarhet.

Ost utan, eller med endast mindre, anmärkningar klassas 1A och får säljas i bit i butik.
Ostar med fler anmärkningar klassas 1B och får heta Gruyère, men endast säljas riven eller i Fondueblandningar.
Ost som inte når 16,5 poäng av 20 får inte heta Gruyère.

#### Interprofession du Gruyère
Märket Gruyere AOP säljs av branschorganisationen Interprofession du Gruyère, som arbetar för hög kvalitet, skyddar varumärken, reglerar produktionsmängden, sätter producentpriser och främjar försäljningen. Organisationen har 2500 medlemsföretag: mjölkproducenter, ysterier och osthandlare.

### Användning
I Schweiz är Gruyère omtyckt till bröd och som pinnmat. Den används också i matlagningen, till fondue, gratänger och pastarätter.

## Fransk Gruyère

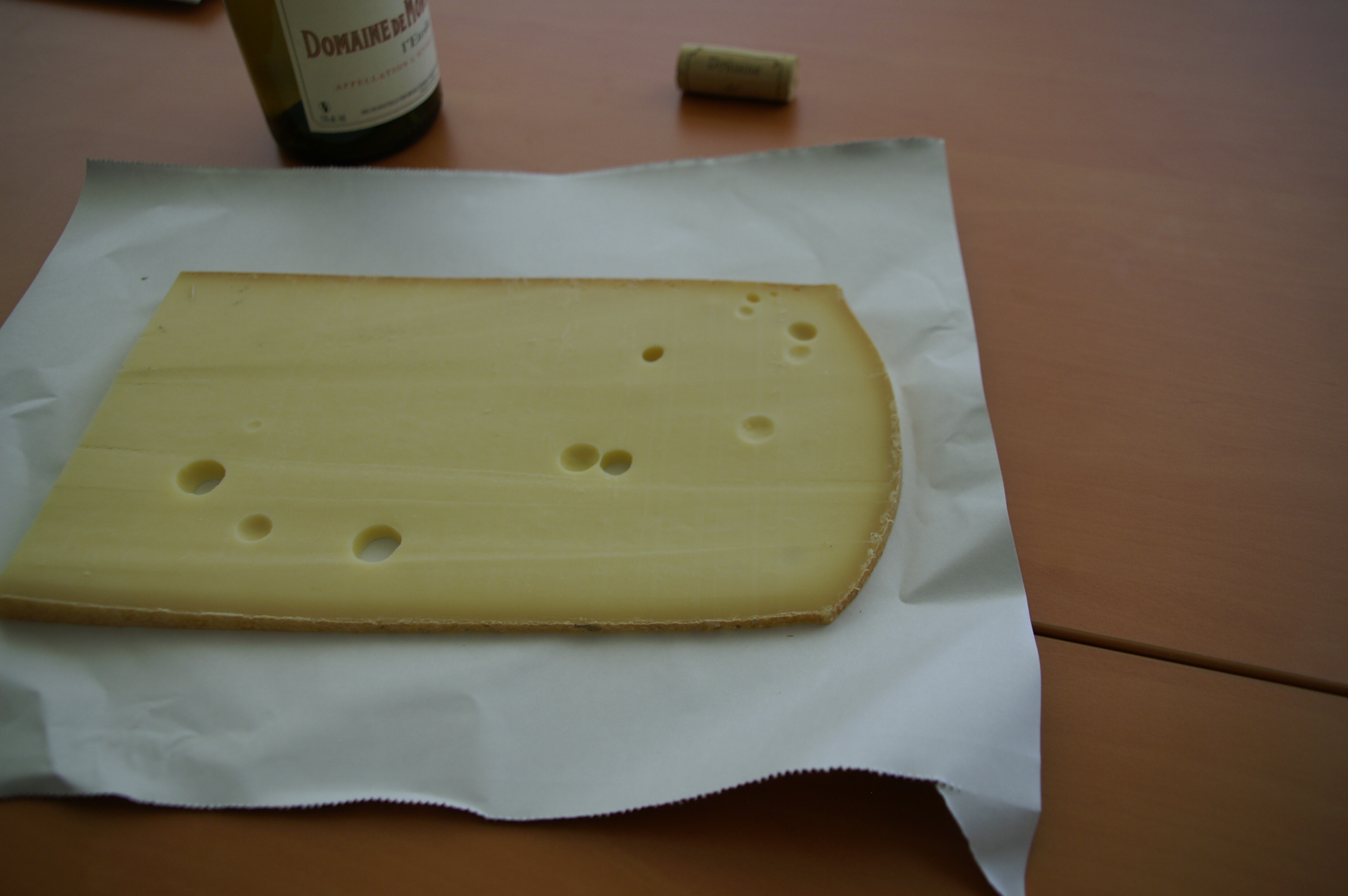
Fransk Gruyère

Fransk Gruyère får bara tillverkas i bestämda områden i östra Frankrike  och är sedan 2010 ursprungsmärkt enligt Indication Géographique Protégée (IGP). Den tidigare AOC-märkningen är sedan domstolsutslag i EU reserverad den schweiziska osten.
År 2012 gjorde sex franska ysterier tillsammans 1 799 ton Gruyère France IGP. Ysterierna ligger i departementen Doubs, Haute-Saône och Haute-Savoie

## Historia
Osttillverkning i grevskapet Gruyère omtalas redan 1115, men produkten var nog olik dagens ost: Gruyère kräver stora mängder komjölk, liksom löpe ur kalvmagar, och till slutet av 1300-talet dominerade fårskötseln över nötkreatursskötseln.
Det äldsta tecknet på osttillverkning med löpe i Gruyère är när löpmagar omnämns i Hauterives klosterräkenskaper år 1411. Urkunder från 1445 omnämner även köp av kalvmagar till fäbodar tillhörande Fribourgs sjukhus. Det antas därför att tillverkningen av ost som liknade dagens Gruyére uppkom och spred sig i trakten under första hälften av 1400-talet.
I slutet av 1500-talet exporterade Gruyère regelbundet ost till Lyon.
År 1762 förekommer "Gruyère" i Franska akademins ordlista. Den dåtida årsproduktionen uppskattas till knappt 3000 ton. Vid denna tid spred sig produktionskunnandet till kantonerna Vaud och Neuchatel.
Under 1800-talet ökade produktionen starkt i de små ysterierna. Mot slutet av århundradet skedde en viss rationalisering.
År 1945 tillverkade Schweiz 9 000 ton Gruyère, 1960 var det 22 000 ton.